# 斯拉維揚斯克區 (俄羅斯)

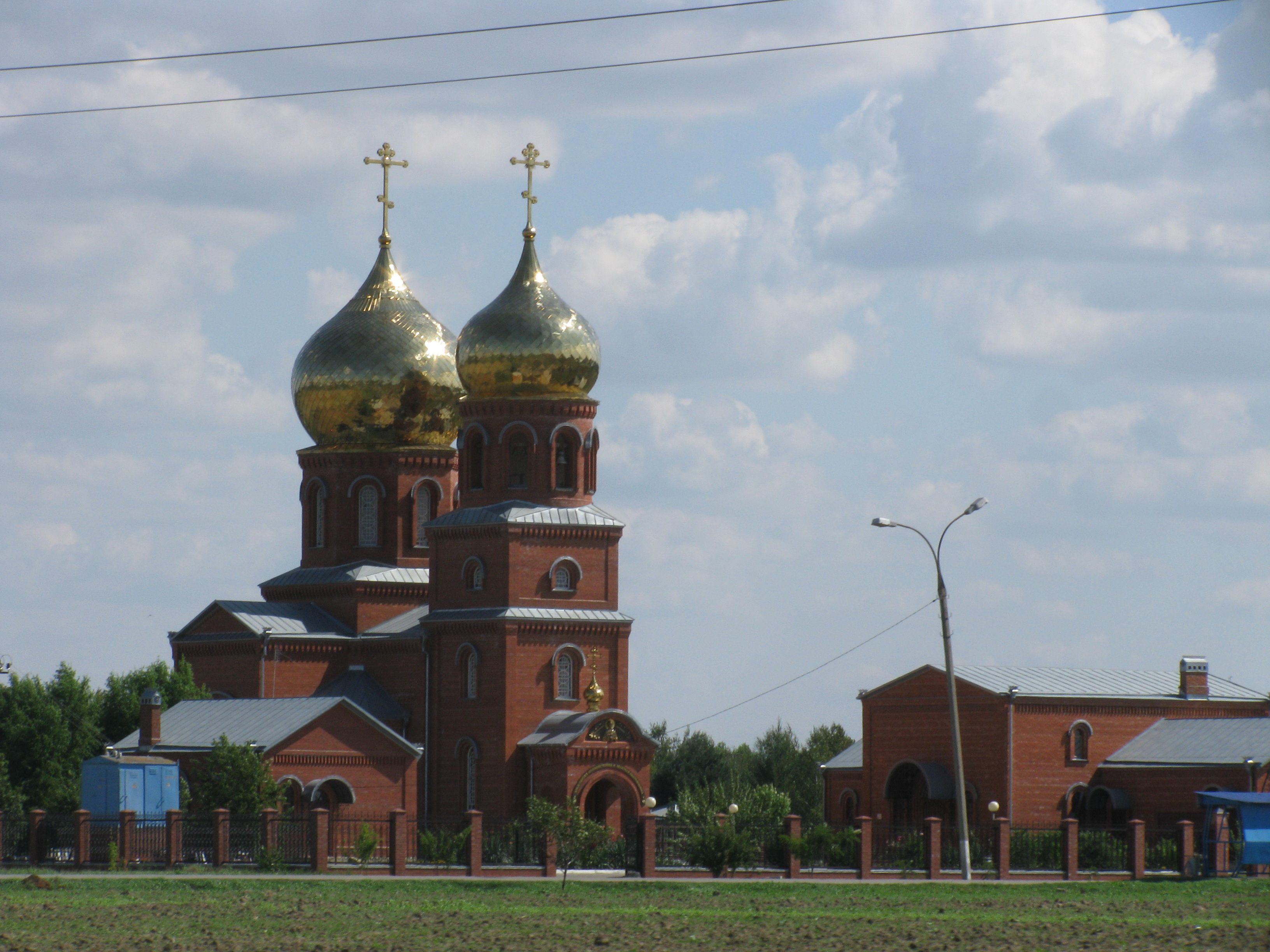

45°30′N 37°48′E / 45.500°N 37.800°E
斯拉維揚斯克區（俄语：Славянский район），是俄羅斯的一個區，位於該國西南部，由克拉斯諾達爾邊疆區負責管轄，行政中心位於庫班河畔斯拉維揚斯克。該區面積2,179平方公里，2010年人口65,711，人口密度每平方公里30.16人。